# Adam Hamilton
Adam Hamilton (1964. július 12.–) metodista lelkész az USA-ban, az Egyesült Metodista Egyházban (United Methdodist Church). Egyike a legismertebb metodista lelkészeknek az Amerikai Egyesült Államokban.
1990-ben alapította a Feltámadás Gyülekezetet (Church of Resurrection) Kansas államban, Leawood városában, amely időközben a legnagyobb metodista gyülekezetté fejlődött az USA-ban, mintegy 20 ezer taggal. 2013-ban Adam Hamilton prédikált Barack Obama elnök második elnöki szolgálatának kezdetekor a Nemzeti Ima Alkalmon (National Prayer Service).
Egyik legismertebb könyve a "24 óra. A nap, amely megváltoztatta a világot" egész Amerikában bestsellerré vált. Könyvében dramatizált módon, olyan erőteljesen közel hozza a Názáreti Jézus életének utolsó napját, hogy az olvasónak nem esik nehezére a történet szereplőjével azonosulni.